# PBG
PBG S.A. – spółka akcyjna, od 15 czerwca 2007 wchodząca w skład indeksu WIG20 na warszawskiej Giełdzie Papierów Wartościowych. Stoi na czele Grupy PBG w skład której wchodzą m.in. RAFAKO S.A. oraz PBG oil and gas Sp. z o.o.
Spółka zajmuje się projektowaniem, wykonawstwem oraz naprawami rurociągów i urządzeń do transportu ropy naftowej, gazu ziemnego, wody i ścieków, infrastruktury dla ciepłownictwa oraz infrastruktury do magazynowania paliw. Spółka wytwarza także instalacje LNG i rurociągi z polietylenu. Wchodzące w skład Grupy PBG spółki wybudowały inwestycje istotne dla Polski. Trzy stadiony na Euro 2012: Stadion Narodowy w Warszawie, PGE Arena w Gdańsku oraz INEA Stadion w Poznaniu, Autostrady A1 i A4, pierwszą w Polsce Kopalnię Ropy Naftowej i Gazu Ziemnego Lubiatów (KRNiGZ Lubiatów) oraz Gazoport w Świnoujściu.
Kapitalizacja spółki 29 sierpnia 2008 wynosiła ponad 3 miliardy złotych (3 196 000 000 zł).
4 czerwca 2012 grupa PBG, złożyła wniosek o upadłość układową, która została ogłoszona postanowieniem z dnia 13 czerwca 2012. 8 października 2015 Sąd Upadłościowy zatwierdził Układ zawarty przez Spółkę z Wierzycielami.

## Akcjonariat
Według danych z listopada 2019, znanymi akcjonariuszami spółki są:
- Małgorzata Wiśniewska – 23,61% głosów na WZA;
- PKO Bank Polski posiada 6,48% głosów;
- Pekao SA ma 7,68% głosów;
- 62,23% należy do mniejszych akcjonariuszy[3].

## Prezesi
- Jerzy Karnej (2019–2020)[4].